# Piñata
Een piñata is een felgekleurde pop, meestal gemaakt van papier-maché, die traditioneel gevuld is met zoetigheden, vruchten en cadeaus.
Piñatas komen van oorsprong niet uit Mexico, maar uit China. Piñatas worden gebruikt met kerst en kinderverjaardagen. Oorspronkelijk werd dit gedaan om geesten te verjagen. De piñata wordt gevuld met snoep, confetti en eventueel kleine cadeautjes, waarna hij wordt opgehangen. De kinderen mogen er geblinddoekt tegenaan slaan zodat er wanneer hij breekt, een stortvloed van snoepjes, confetti e.d. over de kinderen heen valt. Meestal mag dan degene die de piñata kapot heeft geslagen de anderen op deze snoepjes trakteren. Piñatas gevuld met kleine cadeautjes worden vaak aan het eind van het feest gebruikt. Als de piñata kapot wordt geslagen, heeft iedereen dan meteen een leuk aandenken aan het feest.
De piñata is niet erg sterk. Hij bestaat vaak uit stro, papier-maché of klei. Vroeger had een piñata meestal de vorm van een dier (vaak een ezel) of mens.
De traditionele Mexicaanse piñata is een zevenpuntige ster, waar elke punt voor een van de zeven hoofdzonden staat. Tegenwoordig zijn er allerlei verschillende figuurtjes beschikbaar, zoals auto's, tekenfilmfiguren en dergelijke.

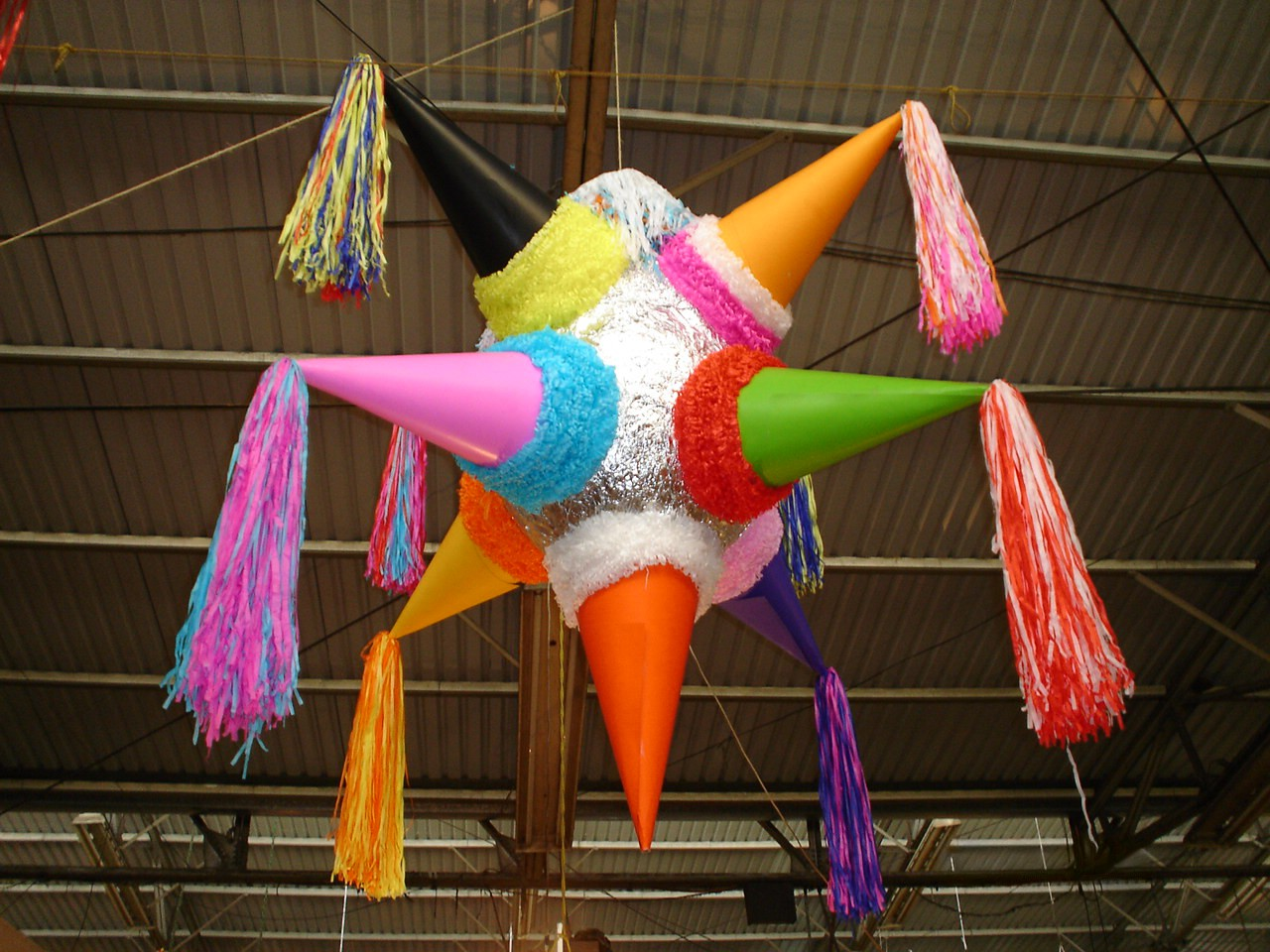
Piñata
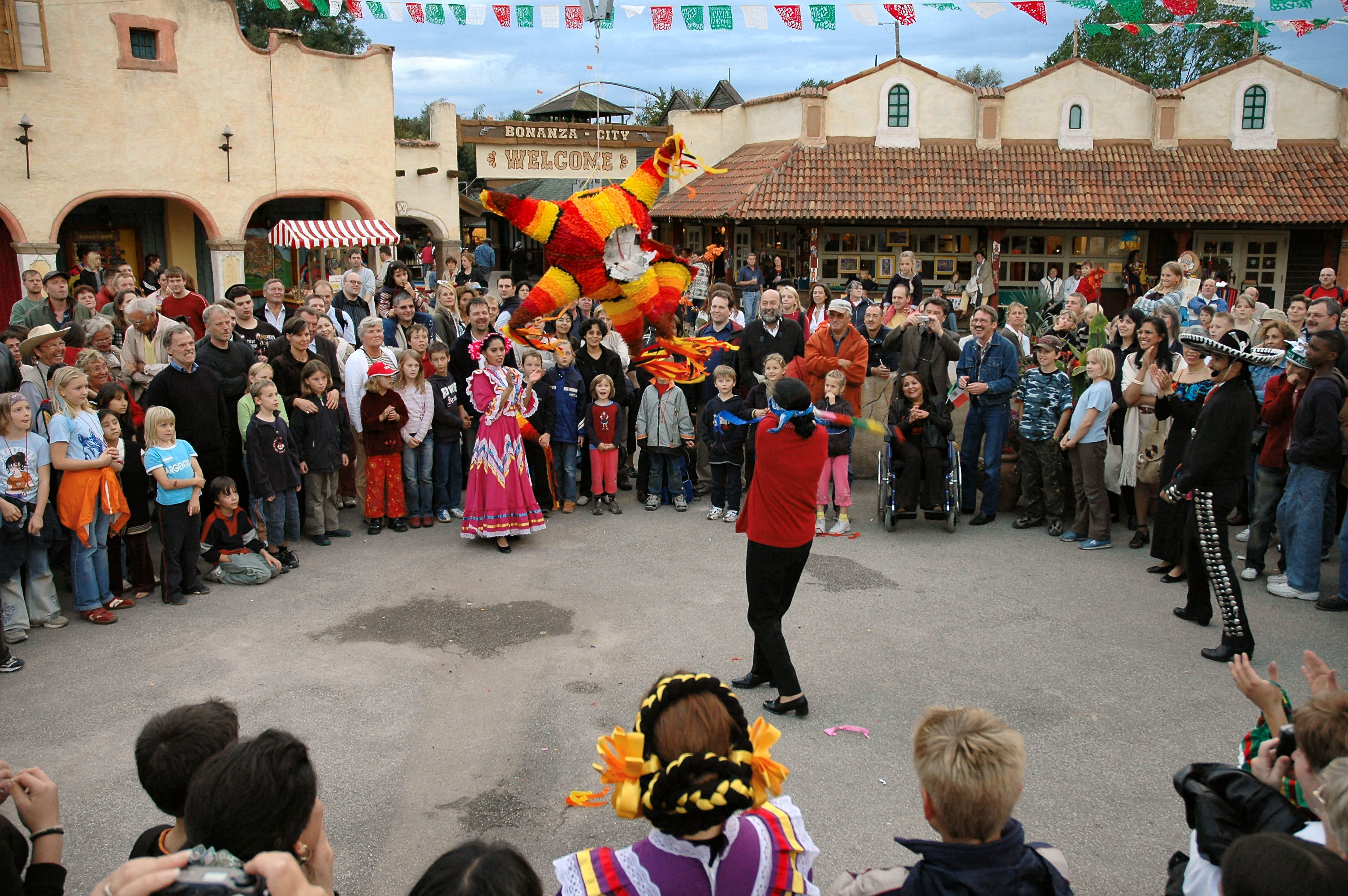
Een piñata in een Duits amusementspark
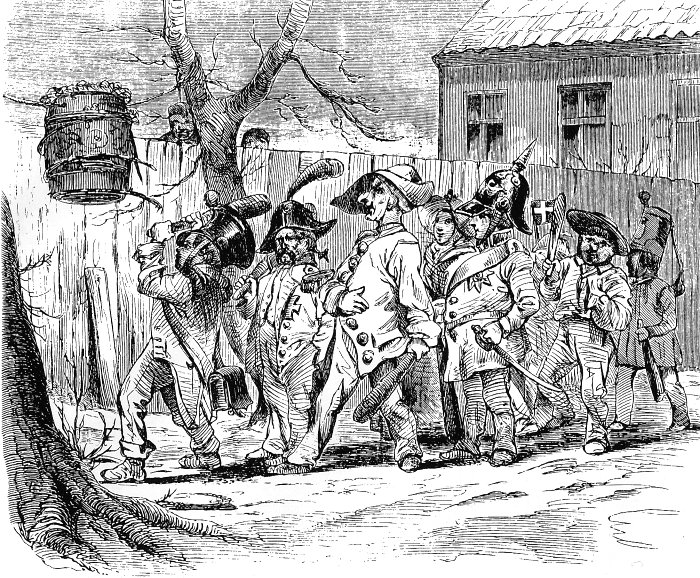
Carnaval in Denemarken, ca. 1860
Een vrouw slaat een piñata kapot